# Gotiscandza

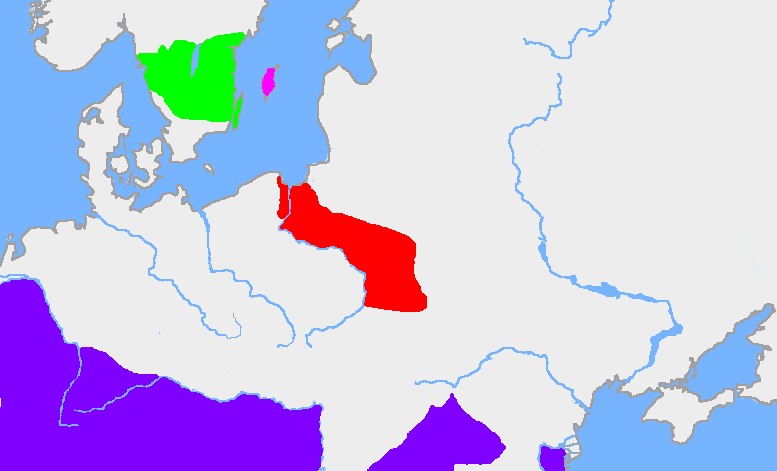
Cultura de Vilemberga (vermelho) em princípios do século III. Sua área de desenvolvimento é costumeiramente identificada como a Gotiscandza da obra de Jordanes

Gotiscandza foi uma região da Europa Oriental ao sul do mar Báltico, próximo ao estuário do Vístula para onde, segundo a Gética de Jordanes, os godos dirigiram-se após abandonarem suas terras natais em Escandza (Escandinávia) pela primeira metade do século I. Alguns arqueólogos e historiadores têm proposto a teoria que o nome Gotiscandza esteve linguisticamente na raiz de alguns nomes históricos presentes no cassúbio e outras línguas eslavas ocidentais como Gdansk.
Segundo este relato, a tribo germânica oriental dos godos partiu da Scandza sob a liderança do rei deles Berigo. Logo que aportaram na região, eles nomearam-a Gotiscandza. Dali partiram em direção aos territórios rúgios, outra tribos germânico que migrou antes dos godos, e tomaram seus assentamentos. Depois disso, derrotariam seus novos vizinhos, os vândalos. Após algum tempo, ao menos quatro gerações de reis após Berigo, o número de godos multiplicou. Sob liderança de Filímero, decidiram deixar a Gotiscandza e mover-se para a região de Aujo (Cítia).

## Etimologia

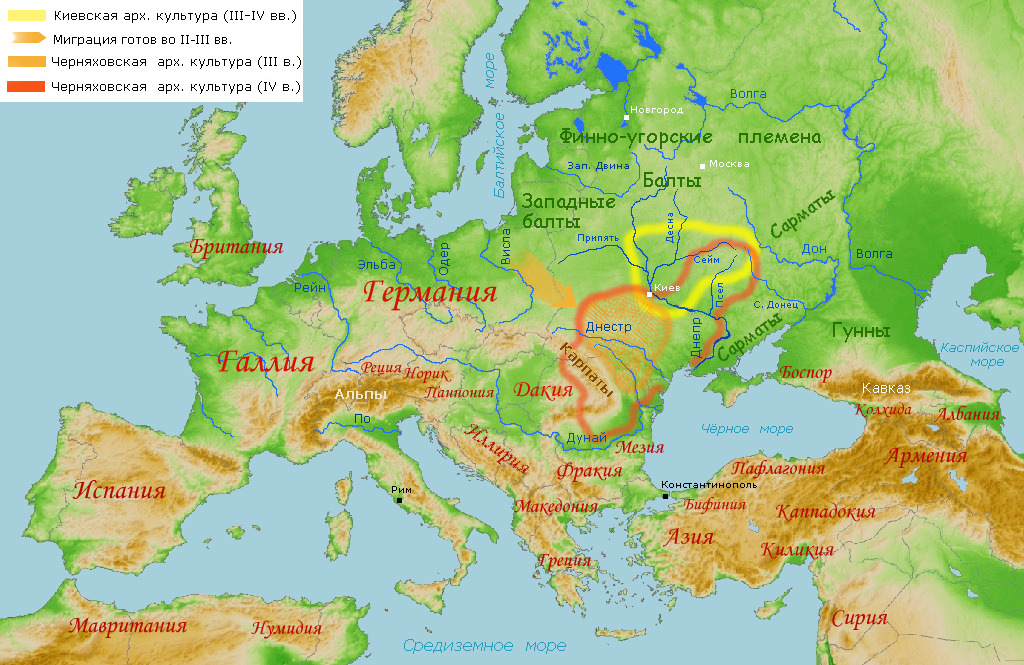
Culturas arqueológicas góticas do norte do Mar Negro entre os séculos II-IV. A Cultura de Cherniacove, identificada com o Aujo de Jordanes, está representada em laranja escuro

Uma interpretação etimológica para Gotiscandza é que seria a forma latinizada do gótico gutisk-an[d]ja, "terminal (ou fronteira) gótica", uma vez que os godos estenderam-se para lá. Outra interpretação é que an[d]ja significa "cabo", sendo possível que a palavra toda significou "península gótica". É também possível que a palavra é um produto da contração das palavras "gótico" e "Escandinávia". Herwig Wolfram menciona "costa gótica" e "Escândia gótica", mas prefere a última por achar que a primeira é "linguisticamente questionável".

## Arqueologia
Geograficamente, a Gotiscandza de Jordanes corresponde com a cultura arqueológica de Vilemberga, que desenvolveu-se entre os séculos I-IV na Pomerânia e Mazóvia Oriental, na Polônia. Dali expandiu-se para sudeste, em direção a Volínia, na Ucrânia. Segundo Herwig Wolfram, muitos arqueólogos relutam em afirmar que tal cultura seja estrangeira, preferindo a teoria da autoctonia, apesar dele afirmar que não há motivo para não supor que imigrantes também a compusessem.
Segundo Boris Magomedov, a Cultura de Vilemberga representaria os achados materiais de dois povos germânicos escandinavos, os godos e gépidas. Para ele, com base em Jordanes, os primeiros estágios culturais de Vilemberga na Pomerânia e Mazóvia representam elementos góticos, enquanto os últimos estágios, detectados em sítios da região após o período migratório de 230-300 rumo a Volínia, representariam elementos gépidas. Tal suposição fundamenta-se no relato do rei gépida Fastida que travou conflito por mais territórios contra o rei gótico Ostrogoda, o primeiro rei de Aujo.

## Mitologia nórdica

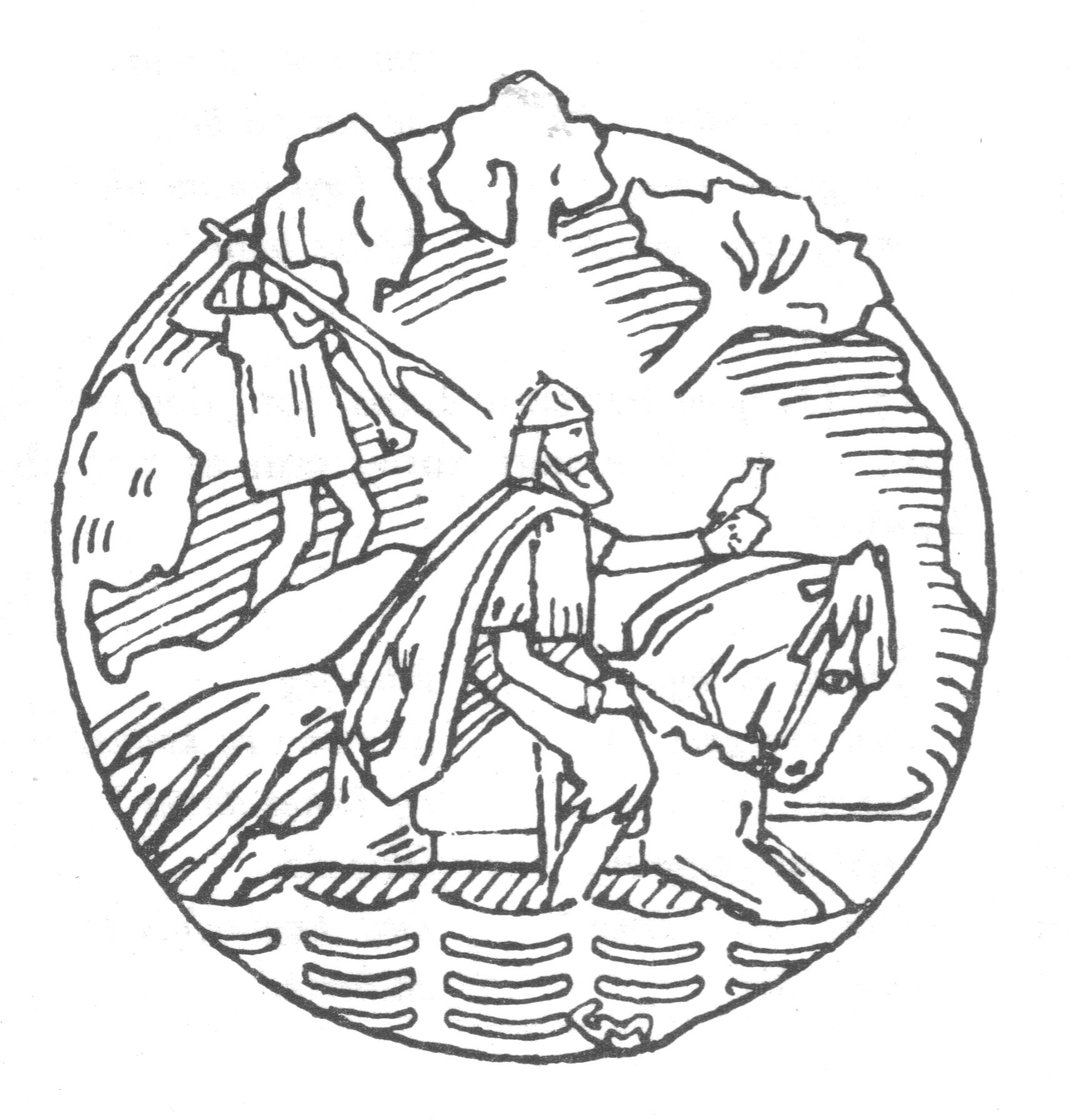
A Saga dos Inglingos segundo ilustração de Gerhard Munthe (1899)

A mitologia nórdica apresenta ao menos duas tradições que podem conectar-se à Gotiscandza. A primeira, a Saga dos Gutas, relata que 1/3 dos gutas (os habitantes da ilha de Gotlândia) foram forçados a migrar para leste em tempos imemoriáveis quando a população excedeu uma quantidade comportável para o ecossistema local.
Uma segunda, chamada Ynglingatal (Enumeração dos Inglingos), relata a lenda do rei escandinavo Dagero, o Sábio, que teria invadido algumas vezes a região de Reidgotlândia, um nome empregado nas sagas nórdicas para os territórios góticos continentais.